# فرخی (خور و بیابانک)
فَرْخی (به زبان فروی: فَرْوی) شهری در بخش مرکزی شهرستان خور و بیابانک در استان اصفهان ایران است که تا مرکز استان ۴۰۰ کیلومتر فاصله دارد. این آبادی در عرف زبان فارسی فَرُّخی تلفظ می‌شود.
شهر فرخی در ۵۴ درجه و ۵۵ دقیقه طول شرقی و ۳۳ درجه و ۵۱دقیقه عرض شمالی و در ۴۰۰ کیلومتری شرق اصفهان قرار دارد. فرخی از شرق به شهر خور و از غرب به روستای چاهملک و از جنوب به روستاهای جعفرآباد و ابراهیم‌آباد و از شمال به کوه‌های کم ارتفاع فرخی محدود می‌شود.
شهر «فرخی» از توابع شهرستان خور و بیابانک در تاریخ ۱۶/۹/۱۳۸۸ با موافقت هیئت دولت و به استناد ماده ۱۳ قانون تعاریف و ضوابط تقسیمات کشوری به شهر تبدیل شد.
این شهر با جمعیتی بیش از چهار هزار و ۶۰۰ نفر در ۱۵ کیلومتری غرب شهر خور، مرکز شهرستان خور و بیابانک قرار دارد.
فرخی آب و هوایی گرم و خشک دارد و حیات آن به چند رشته قنات وابسته است که قدیمی‌ترین آن به طول ۹ کیلومتر است. شغل اهالی این شهر بیشتر کرباس بافی، قالی بافی و کشاورزی است. گندم، جو، خرما، پنبه و تخمه آفتابگردان از مهم‌ترین محصولات شهر فرخی است. اکثریت مردم به زبان فروی از زبان‌های ایران مرکزی و اقلیت به زبان فارسی سخن می‌گویند.

## جمعیت
این شهر در شهرستان خوروبیابانک قرار دارد و براساس سرشماری مرکز آمار ایران در سال ۱۳۹۵، جمعیت آن ۲۹۶۸ (۹۰۹ خانوار) بوده است.

## پیشینه
از زمان پیدایش شهر «فرخی» اطلاع درستی در دست نیست اما در جنگ‌نامه امام‌زاده روستای پیاده (بیاذه) از مزرعه‌ای به نام «فرخ» یاد شده است که به احتمال زیاد همان «فرخی» است.
این شهر در گذشته به «دارالامان» نیز شهرت داشته که حریم آن تا شعاع سه کیلومتری بوده است و کسانی که از حاکمان جور در امان نبودند خود را به شهر فرخی نزد قاضی می‌رساندند و او نیز آنان را پناه می‌داد.
در دوره قاجاریه خور و بیابانک را قرای سبعه می‌گفتند و بنا به نوشته اعتمادالسلطنه در مرآت البلدان این قراء عبارت بودند از: خور، جندق، فرخی، مهرجان، بیاضه، اردیب، گرمه.
از نوشته‌های مورخین و جغرافیدانان چنین بر می‌آید که منطقه شهرفرخی (بیابانک) به تناوب جزیی از استان یزد، خراسان، قومس (سمنان) به‌شمار می‌رفته است. در قرن چهارم و پنجم هجری از توابع خراسان و یزد و در دوران صفویه و قاجاریه از توابع یزد و سمنان بوده است. اسناد راهگشا در این مورد، سفرنامه ناصر خسرو، نزهه القلوب حمدالله مستوفی قزوینی، احسن التقاسیم مقدسی، المسالک و الممالک استخری، معجم البلدان یاقوت حموی، صوره الارض ابن حوقل و… می‌باشد.
در سال ۱۳۰۳ هجری شمسی میرزا فتح‌الله علوی معروف به آقا ناصر که در حوزه علمیه یزد تحصیلات خود را به پایان رسانده بود، با سرمایه شخصی، مدرسه «فرخ» که جزء #اولین_مدارس_ایران محسوب می‌شود را در این روستا بنا نهاد. این مدرسه پس از وی توسط فرزند ارشد ایشان حسن الله علوی به کار خود ادامه داد. این مدرسه تا مقطع پنجم ابتدایی ادامه داشته و تحت نظر وزارت آموزش و پرورش وقت به فعالیت خود می‌پرداخته است. همچنین در این مدرسه از سال ۱۳۴۰ به دختران نیز آموزش داده شده است.

## شیوه خانه‌سازی
شهر فرخی از نوع متراکمند و خانه‌ها در مظهر قنات چشمه یا در راستای جوی آب پیش رفته‌اند. چنان‌که در شهر فرخی بافت قدیمی بر روی کانال قنات شهر بنا گشته است. مواد و مصالح خانه‌های روستایی از گِل و خشت و سقف خانه‌ها، گنبدی یا تخت با اندود کاهگل است. در دوران معاصر خانه‌ها به سبک و سیاق شهرهای بزرگ ساخته می‌ش

## مسجد جامع فرخی
از جمله آثاری است که به دستور «حاج سید میرزا مجتهد»، قاضی نامور خور و بیابانک در سال ۱۲۴۹هجری قمری بنا شده است.
مسجد جامع فرخی واقع در مرکز شهر می‌باشد که دارای دو شبستان است. یک شبستان برای بهار و تابستان و شیستان دیگر زمستانه است. اما به دلیل افزایش جمعیت و کمبود جا در مسجد فعلاً شبستان زمستانه مردانه و شبستان بهاره زنانه شده است.
بنای این طبق مسجد جامع سمنان و با الگو برداری و معماری آن ساخته شده است. صحن شبستان بهاره دارای یک گنبد بزرگ می‌باشد و شبستان پاییزه در حدود یک متر پایینتر از شبستان بهاره و دارای گنبدهای کوچک با ستونهای بسیار بزرگ می‌باشد. این گنبدها در دو ردیف هشت تایی بنا شده است.
سال تأسیس بنا بنا بر کتبه نوشته شده در جلو محراب بهاره به سال ۱۲۴۹ هجری قمری است طبق سنگ نوشته درون محراب شبستان بهاره.
سنگ نوشته درون محراب
در حال حاضر به دلیل کمبود جا به قسمت شبستان زمستانه مقداری اضافه شده است.
تا چند سال پیش دو قرآن دست نوشته هم در مسجد بود که هنگام خاکروبی مسجد برای محرم می‌خواستند در چاه مخصوص قرآن و ادعیه بیندازند که آن زمان بنده نگذاشتم این کار را بکنند. الان نمی‌دانم این قرآنها در مسجد هست یا نه. قدمت این قرآنها طبق تاریخ تولد نام شخصی که در پشت آن ثبت شده بود بیش از صد سال بود.
مسجد دارای اوقافی می‌باشد که صرف برگزاری مراسم روضه خوانی در مناسبتها و اذان گو و خادم و امام جماعت می‌شود.

## ج) معرفی قنوات و مزارع فروی
۱- قنات و دشت فرخی
این قنات در حدود ۱۲ کیلومتر طول دارد و دارای چندین ده حلقه چاه به هم پیوسته می‌باشد و آب این قنات زمین‌ها و نخلستان اصلی فرخی را سیراب می‌نماید. این قنات بیش از ۷۰۰ دانگ آب می‌باشد و این دانگهای آب در طی ده روز و شب که دارای نامهایی می‌باشد در بین اهالی و صاحبان آب تقسیم می‌شود.
۲- قنات محمدآباد
این قنات نیز کیلومترها طول دارد و آب آن دشت محمدآباد را سیراب می‌نماید و آب آن به صورت شبانه‌روزی بین صاحبان آن تقسیم شده است.
۳- قنات نورآباد
دارای قنات و موتور آبی می‌باشد که زمین‌های کشاورزی نورآباد را سیراب می‌کند.
۴- قنات حاجی‌آباد
متأسفانه آب این قنات خشک شده است. در گذشته آب و منطقه کشاورزی حاجی‌آباد از بهترین‌های روستا بود. بهترین محصولات در این دشت بدست می‌آمد؛ ولی متأسفانه آب آن خشک شد و هر چه کار کردند که از خشک شدن آن جلوگیری کنند نتوانستند. شاید هم دولت آنگونه که باید اهتمام نورزید. الان نخلهای آن نیز خشک شده است و لم یزرع افتاده است.
۵- قنات اصحابیه
طول قنات این مزرعه کمتر است و مقدار زمین کشاورزی آن نیز کم می‌باشد و دارای موتور آب با یک چاه عمیق می‌باشد.
۶- مزرعه عزیزآباد
دارای زمین‌های کم و آب کمی است و در حال خشک شدن است.
۷- مزرعه حیدریه
دارای چند حلق چاه به هم پیوسته و یک موتور آب است.
۸- مزرعه جلال‌آباد
در کنار مزرعه حیدریه و شبیه به آن می‌باشد.
۹- مینو دشت
دارای موتور آب و مزارع کشاورزی است.
1. مزرعه راجی
2. مزرعه جلیل‌آباد (ولی‌الله موسوی)

## د) معرفی محصولات کشاورزی
مهم‌ترین محصولات کشاورزی فرخی شامل محصولات زیر می‌باشد:
الف) خرما مهم‌ترین محصول کشاورزی منطقه است. این شهریکی از مناطق نخل خیز کشور است
که از جنوب غرب ایران شروع شده و در این منطقه به پایان خط تولید خود می‌رسد.
به دلیل آب و هوای گرم و خشک منطقه این محصول کشت فراوان دارد ولی به دلیل کم بودن دوره گرما در اکثر سال‌ها این محصول مرغوب نمی‌باشد.
خرماهای این شهر دارای نمونه‌های است مانند: کرمانی – قسی – بادامی و …
ب) گندم
ج) جو
د) تخمه آفتابگردان
هـ) پنبه
و) پسته
ز) ارزن
ح) شلغم و سبزیجات

## اماکن دیدنی
1. دروازه فرخی کربلایی صفر
2. مسجد جامع فرخی
3. بادگیرهای فرخی
4. مقبره شیخ محمد عبدالصالح
5. آب انبارها که از قدیمی‌ترین آب انبارهای این منطقه می‌باشد و از شریان‌های زندگی در ماه‌های گرم سال است و توصیه دیدن به همه را دارم
6. لَرد
7. حمام عمومی

## پوشش‌های گیاهی مهم
بادام تلخ: در گویش فروی متفاوت تلفظ می‌شود. مغز بادام تلخ را برای از بین بردن سم آن چندین بار در آب می‌جوشانند. موژو نام دیگری است که به این درخت می‌دهند. از چوب آن برای تهیه بیل، کلنگ، عصا و زغال استفاده می‌شود و از شاخه‌های آن سبد بافته می‌شود. از ریشهٔ آن که به روس معروف است برای دباغی پست مشک استفاده می‌کنند.
تاغ:
تاغ زرد: درختی با تنه قطور و انشعاباتی با رنک سبز روشن.
تاغ سیاه: شبیه تاغ زرد با ساقه‌ای محکم‌تر.
گز:
سرخه گز: با رنگ سبز متمایل به قرمز با برگ‌های باریک و رشته مانند.
شوره گز: با رنک سبز متمایل به سفید و برای استفاده احشام آن را در آب می‌شویند تا شوری آن از بین برود.
کوره گز: بزرگتر از ۲ گز دیگر است و برای دام مناسب نیست و برای جلوگیری از نفوذ شن در مزارع بکار می‌رود.
اشنان (اشنون - اشنیان)*[۱]: این گیاه از خانواده اسفناجیان و بوته‌ای می‌باشد و ارتفاع آن تا ۱۵۰ سانتی‌متر هم می‌رسد. برگ رسیدهٔ آن را آسیاب کرده و به عنوان پودر رختشویی بکار می‌ببرند.

## پوشش گیاهی و جانوری شهر فرخی (بیابانک)
از جمله پوشش‌های گیاهی این شهر می‌توان به تاغ، گز، هنگ (انقوزه)، روناس، اسکمبیل، اشنو، قیچ، ریواس، پر سیاوش، بنه، بادام کوهی، انجیر کوهی، قدومه، خارشتر، مارچوبه، آویشن، زیره سیاه، حنظل (هندوانه ابوجهل) اسفند و شیرین بیان که در گویش محلی به مدکی معروف است که اغلب این گونه‌ها جنبه طبی و صنعتی دارند اشاره کرد.

## حیات وحش شهر فرخی (بیابانک)
حیات وحش: در شهرفرخی (بیابانک) در حال حاضر زیستگاه بسیاری از گونه‌های حیات وحش از قبیل:کل و بز، قوچ و میش، پلنگ، یوزپلنگ، جبیر، خرگوش، قمری، کبک و تیهو، با قرقره، آهوبره، روباه شنی، روباه معمولی، گرگ، کبوتر وحشی، عقاب طلایی، انواع زرد پرها، وسایر گنجشگ سانان، کاراکال، سیاگوش، گربه وحشی، سمور، انواع مارها وافعی‌ها و… می‌باشد و درگذشته‌ای دور زیستگاه مناسبی برای آهو و گورِخرآسیایی بوده است.
محصولات عمده این شهر؛ گندم، جو، پنبه، ارزن، تخمة آفتابگردان، پسته، سنجد، خرما، انجیر، زردآلو و بادام کوهی است. طناب بافی و فرشبافی با طرح نایینی از صنایع دستی آن است. اهالی عمدتاً به دامداری و باغداری مشغول‌اند

## ساعت خوش کردن در فرخی
یکی از برنامه‌های زیبا و قدیمی در شهر فرخی ماجرای ساعت خوش کردن است.
این مراسم که در میان کشاورزان شهر برگزار می‌گردد بدین صورت است:
برای کاستن از گرمای زیاد کویر در تابستان فرخی‌ها یک سنت قدیمی به نام ساعت خوش کردن برگزار می‌کنند. ابتدا شخصی خوش‌نام و اغلب از سادات محل را برای این کار انتخاب می‌کنند. بامداد یک روز از نیمه دوم مردادماه این شخص اولین کسی است که زمینی را در آن سال به زیر کشت می‌برد. صبح آن روز که اغلب بعد از نماز صبح می‌باشد ابتدا چاووش به چاووشی می‌پردازد و مردم را آگاه می‌سازد. پس از جمع شدن کشاورزان بر سرزمین انتخاب شده شخص منتخب برنامه کشت و آبیاری را انجام می‌دهد. در این زمین بیشتر شلغم و جو توامان کشت می‌شود. کشاورزان با سلام و صلوات در هنگام کشت با شخص ساعت خوش کن همراهی می‌کنند.
پس از بذر پاشی و آبیاری توسط شخص منتخب از طرف شخص منتخب مردم به صرف چای و صبحانه در کنار همان زمین دعوت می‌شوند. پس از صرف صبحانه و دعا برای فراوانی محصول در آن سال این برنامه به پایان می‌رسد. در چند سال اخیر شخص منتخب برای این کار مرحوم آقای سید مجتبی نبوی بوده است.

## مراسم شهر فرخی (بیابانک)
سوگواری محرم
دوماه محرم و صفر به ویژه دهه اول ماه محرم برپائی مجالس عزاداری شوری دیگر می‌گیرد. شب هنگام مسجدها آکنده از عزادارن است ودسته‌های سینه زنی و زنجیرزنی به راه می‌افتند وافرادی که نذر و نیاز دارند در این ایام از عزاداران حسینی پذیرائی می‌کنند.
نخل‌گردانی
روز پنجم محرم الحرام مردم درحسینیه‌ها جمع شده نخل و علم به پا می‌کنند یعنی به آن‌ها جامه‌های رنگین می‌پوشند و آینه و شمشیر می‌آویزند و پس ازتزئین نخل و علم را در خیابان‌ها و کوچه‌ها حرکت داده و مردم در این روز نیز قربانی هم می‌کنند از شب ششم تا شب یازدهم نخل بردوش جوانان درحسینیه در میان جمعیت به حرکت در می‌آید و چاووش به چاووشی می‌پردازد و در پایان هر بیت شعری که چاووش می‌خواند حاملان نخل آن را به شدت می‌جنبانند و زنگهای آن را به صدا درآورند
نخل سمبلی از کاروان حسین (ع) است در روز عاشورا جامه نخل به صورت نیمه‌افراشته درمی‌آید که نشانه‌ای از شهادت شهدای کربلا و سمبلی از یک کاروان ستم‌دیده را می‌نمایاند. هر شب هنگام نخل‌گردانی مراسم علم‌گردانی هم انجام می‌گیرد. علم را یکی از سادات بر شانهٔ خود حمل می‌کند.
علم‌گردانی
روز نهم محر هر سال در فرخی و قصبات آن مراسمی به نام علم‌گردانی انجام می‌گیرد. علم به هر خانه‌ای که وارد می‌شود، اهل آن خانه در سوگ عزیزان خود و حسین شیون و ناله می‌کنند.

## فرخی در لغتنامه دهخدا
دهی است از دهستان جندق بیابانک بخش خور بیابانک شهرستان نائین، واقع در ۱۴هزارگزی شمال باختری خور، متصل به راه خور به جندق. ناحیه‌ای است واقع در جلگه، معتدل و دارای ۶۳۲ تن سکنه. از قنات مشروب می‌شود. محصولاتش غلات و خرما است. اهالی به کشاورزی گذران می‌کنند. هنر دستی زنان کرباس بافی است. راه ماشین رو دارد. (از فرهنگ جغرافیایی ایران ج ۱۰)
کشتزارهای پیرامون این شهر مانند «سلمگان»، «حاجی‌آباد»، «عزیزآباد»، «مهدی‌آباد»، «فرح‌آباد» و «سیدآباد» هم اینک خالی از سکنه است. از جمله مزارع تازه‌احداث‌شدهٔ این شهر می‌توان به «نوشهر»، «برادران»، «اسلام‌آباد»، «طالقانی»، «سفیدرود» و «گلشن» اشاره کرد.
فرخی پس از انقلاب ۱۳۵۷ از امکانات و خدمات ویژه‌ای مانند مرکز بهداشتی درمانی، راهنمایی دخترانه، دبیرستان پسرانه و دخترانه، مهد کودک، مخابرات، پست بانک، دهداری، دهیاری، شهرداری، مرکز فنی و حرفه‌ای، پایگاه بسیج و خوابگاه دانشگاه برخوردار شده است.